# منکایند کوارترلی
منکایند کوارترلی (انگلیسی: Mankind Quarterly) یک ژورنال دانشگاهی با داوری همتا است که به عنوان «سنگ بنای پایه‌ریزی نژادگرایی علمی»، «مجله برترپنداری نژاد سفید» و «یک خروجی شبه‌دانشورانه برای ترویج نابرابری نژادی» توصیف شده‌است.